# 正木漱一
正木 漱一（まさき　そういち）、1993年（平成5年）2月19日 - ）は、日本の情報起業家、株式会社deartodear代表取締役社長

## 経歴
- 1993年2月 - 愛知県常滑市に生まれる。
- 2013年6月 - WEB広告代理店事業・WEBマーケティングにて月間200万円の利益を上げる。
- 2016年 - カンボジア・シェムリアップに学校を建設する。

## 人物
起業のきっかけとなったのは「高校時代にいじめ」にあったこと。
都内の大学に進学したものの、過去の自分のコンプレックスを克服できない。そんな中、セミナーに通う中でビジネスというものを通して社会への還元を決意する。インターネットを使ったビジネスで利益を出したのちは同じように弱い立場の人間の味方をするために自身の過去やスキルを伝えるセミナーを複数開催。

## 情報ビジネスへの関与と訴訟
THE Impactに関する集団訴訟
「メールアドレス収集ツールをネット上で拡散し、収集したリストで正木漱一塾を販売すると、販売代金の８割が支払われる」というツールを「メールアドレス自体数千円で販売出来る」という触れ込みで販売していた。こちらは事実として多くのASPが実施をしていた案件であった・しかしオプトインマーケットの衰退とともに通用しないビジネスモデルとなった。塾生の中から今ネットビジネス業界で活躍する人間を多く輩出した。集団訴訟は受理されず無罪となった。なお時効が成立している。

株式会社ノアパブリッシメントに関する訴訟
2019年ごろまで株式会社ノアパブリッシメントの社名にて「大ブログビジネスを扱った教材(テキスト2冊とUSBメモリー)購入させる。さらに、売上の15パーセントをコンサル料として毎月支払う契約を結ばせる。
こちらも同様に時効が成立しており、裁判・集団訴訟の事実はない。